# 가짜안테키누스속
가짜엔테키누스속(Pseudantechinus)은 주머니고양이과에 속하는 유대류 속이다. 사암디블러 등 6종으로 이루어져 있다.

## 하위 종
- 사암디블러 (Pseudantechinus bilarni)
- 살찐꼬리가짜안테키누스 또는 붉은귀안테키누스 (Pseudantechinus macdonnellensis)
- 알렉산드리아가짜안테키누스 (Pseudantechinus mimulus)
- 닝빙가짜안테키누스 (Pseudantechinus ningbing)
- 로리쿠퍼가짜안테키누스 (Pseudantechinus roryi)
- 울리가짜안테키누스 (Pseudantechinus woolleyae)